# Grisy-Suisnes
Grisy-Suisnes település Franciaországban, Seine-et-Marne megyében. Lakosainak száma 2848 fő (2022. január 1.). Grisy-Suisnes Chevry-Cossigny, Presles-en-Brie, Soignolles-en-Brie, Brie-Comte-Robert, Coubert és Évry-Grégy-sur-Yerre községekkel határos.

## Népesség
A település népességének változása:
| Lakosok száma | 2381 | 2364 | 2449 | 2451 | 2505 | 2532 | 2521 | 2749 | 2848 |
|               | 2013 | 2015 | 2016 | 2017 | 2018 | 2019 | 2020 | 2021 | 2022 |